# 1990년 3월
| 1990년: 1월 · 2월 · 3월 · 4월 · 5월 · 6월 · 7월 · 8월 · 9월 · 10월 · 11월 · 12월 |

| <          | 1990년 3월 | 1990년 3월  | 1990년 3월 | 1990년 3월 | 1990년 3월 | >          |
| 일         | 월         | 화          | 수         | 목         | 금         | 토         |
|            |            |             |            | 1 2.5 을축 | 2 6 병인   | 3 7 정묘   |
| 4 8 무진   | 5 9 기사   | 6 10 경오   | 7 11 신미  | 8 12 임신  | 9 13 계유  | 10 14 갑술 |
| 11 15 을해 | 12 16 병자 | 13 17 정축  | 14 18 무인 | 15 19 기묘 | 16 20 경진 | 17 21 신사 |
| 18 22 임오 | 19 23 계미 | 20 24 갑신  | 21 25 을유 | 22 26 병술 | 23 27 정해 | 24 28 무자 |
| 25 29 기축 | 26 30 경인 | 27 3.1 신묘 | 28 2 임진  | 29 3 계사  | 30 4 갑오  | 31 5 을미  |

| 편집하기 |

## 1990년3월 21일
- 나미비아가 독립하다.